# Обязательный танец
Обязательный танец (англ. compulsory dance, CD) — одна из программ соревнований в спортивных танцах на льду, существовавшая до сезона 2010—2011. В программе танцоры выполняли стандартные шаги по определённой схеме, придерживаясь заданного темпа музыки. Обязательный танец катался как первая фаза соревнований в танцах на льду. Международный союз конькобежцев издавал описание танца и пошаговую диаграмму, а также подбирал музыку для каждого танца.
На каждый сезон выбирались две группы по три обязательных танца в каждой (для юниоров и взрослых спортсменов). Затем посредством жеребьёвки из каждой группы выбирался обязательный танец на каждый турнир. Все фигуристы исполняли одну и ту же последовательность (вариации допускаются только в начальных и заключительных движениях) под одну и ту же музыку.
Для оценки по новой системе каждый круг танца делится на несколько «элементов» (от двух до четырёх). Уровень такого «элемента» обуславливается чёткостью шагов и крутизной рёбер, GOE — качеством катания.
В 2010 году обязательный танец был переименован в pattern dance (PD) и сейчас исполняется на соревнованиях низкого уровня как квалификационный или вместо короткого. Из крупнейших соревнований по фигурному катанию (Олимпийские игры, чемпионат мира, Гран-при) исключён.

## Список обязательных танцев
Список танцев, которые в выполнялись на соревнованиях ИСУ как обязательные.
- Американский вальс (American Waltz)
- Аргентинское танго (Argentine Tango)
- Австрийский вальс (Austrian Waltz)
- Блюз (Blues)
- Ча-ча-ча Конгеладо (Cha Cha Congelado)
- Европейский вальс (European Waltz)
- Финнстеп (Finnstep)[1]
- Марш (Fourteenstep)
- Фокстрот (Foxtrot)
- Золотой вальс (Golden Waltz)
- Килиан (Kilian)
- Полуночный блюз (Midnight Blues)
- Пасодобль (Paso Doble)
- Квикстеп (Quickstep)
- Равенсбургский вальс (Ravensburger Waltz)
- Румба (Rhumba)
- Рокер-фокстрот (Rocker Foxtrot)
- Серебряная Самба (Silver Samba)
- Звёздный вальс (Starlight Waltz)
- Танго (Tango)
- Танго-романтика (Tango Romantica)
- Венский вальс (Viennese Waltz)
- Вестминстерский вальс (Westminster Waltz)
- Янки-полька (Yankee Polka)

Американский вальс, европейский вальс, марш и килиан существовали с первых лет фигурного катания. Остальные либо появились в Великобритании в 30-е годы, либо это адаптированные оригинальные танцы различных спортсменов. Среди фигуристов, чьи танцы стали обязательными, есть и русские: Пахомова—Горшков (танго-романтика); Климова—Пономаренко (золотой вальс).
Существуют и упрощённые обязательные танцы — для обучения. Например, в голландском вальсе партнёры ездят исключительно вперёд.
К сезону 2018/19 список обязательных танцев расширился.[уточнить]

## Обязательные танцы на сезоны
| Сезон     | Взрослые | Юниоры |
| --------- | --- | --- |
| 2003—2004 | Австрийский вальс (Austrian Waltz) Равенсбургский вальс (Ravensburger Waltz) Янки-полька (Yankee Polka) Полуночный блюз (Midnight Blues) | Венский вальс (Viennese Waltz) Квикстеп (Quickstep) Пасодобль (Paso Doble) Румба (Rhumba)                                |
| 2004—2005 | Полуночный блюз (Midnight Blues) Румба (Rhumba) Золотой Вальс (Golden Waltz)                                                             | Звездный вальс (Starlight Waltz) Ча-ча Конгеладо (Cha Cha Congelado) Аргентинское танго (Argentine Tango) Блюз (Blues)   |
| 2005—2006 | Янки-полька (Yankee Polka) Равенсбургский вальс (Ravensburger Waltz) Танго-Романтика (Tango Romantica)                                   | Пасодобль (Paso Doble) Австрийский вальс (Austrian Waltz) Вестминстерский вальс (Westminster Waltz) Квикстеп (Quickstep) |
| 2006—2007 | Вестминстерский вальс (Westminster Waltz) Золотой Вальс (Golden Waltz) Румба (Rhumba)                                                    | Звездный вальс (Starlight Waltz) Серебряная самба (Silver Samba) Полуночный блюз (Midnight Blues)                        |
| 2007—2008 | Австрийский вальс (Austrian Waltz) Янки-полька (Yankee Polka) Аргентинское танго (Argentine Tango)                                       | Венский вальс (Viennese Waltz) Ча-ча-ча Конгеладо (Cha Cha Congelado) Блюз (Blues)                                       |
| 2008—2009 | Венский вальс (Viennese Waltz) Финнстеп (Finnstep) Пасодобль (Paso Doble)                                                                | Звездный вальс (Starlight Waltz) Пасодобль (Paso Doble)                                                                  |
| 2009—2010 | Золотой Вальс (Golden Waltz) Танго-Романтика (Tango Romantica)                                                                           | Вестминстерский вальс (Westminster Waltz) Аргентинское танго (Argentine Tango)                                           |
| 2010-2011 | Золотой вальс (Golden Waltz) | Венский вальс (Viennese Waltz)                                                                                           |
| 2011-2012 | Румба (Rhumba) | Ча-ча-ча конгеладо (Cha Cha Congelado)                                                                                   |
| 2012-2013 | Янки-полька (Yankee Polka) | Блюз (Blues) |
| 2013-2014 | Финнстеп (Finnstep) | Квикстеп (Quickstep) |
| 2014-2015 | Пасодобль (Paso Doble) | Серебряная самба (Silver Samba)                                                                                          |
| 2015-2016 | Равенсбургский вальс (Ravensburger Waltz)                                                                                                | Звездный вальс (Starlight Waltz)                                                                                         |
| 2016-2017 | Полуночный блюз (Midnight Blues) | Блюз |
| 2017-2018 | Румба (Rhumba) | Ча-ча-ча конгеладо (Cha Cha Congelado)                                                                                   |
| 2018-2019 | Танго-Романтика | Аргентинское танго |